# Даница Марковић
Даница Марковић (Чачак, 12. октобар 1879 — Београд, 9. јун 1932) била је српска књижевница. Добила награду за најбоље књижевно дело објављено у 1928. години, из Фонда Љубомира М. Михајловића, што је чини првом женом књижевницом коју је наградила Српска краљевска академија.
Током Топличког устанака, због залагања за „српску ствар”, од стране бугарских власти ухапшена и осуђена на смрт. Ослобођена је захваљујући залагању Црвеног крста, холандске краљице Вилхелмине и бугарског књижевника Ивана Вазова.

## Биографија
Даница Марковић рођена је у Чачку као друга ћерка Јоксима Ст. Марковића, тадашњег учитеља Основне школе чачанске и Милеве Марковић (рођене Петровић). Године 1880. породица се сели у Београд, где Јоксим Ст. Марковић почиње да оболева и у октобру 1888. године умире, оставивши за собом жену Милеву саму са две ћерке, Даницом и Љубицом.
У јуну 1896. положила је завршни испит на Вишој женској школи са одличним успехом и исте године уписала студије српског језика, књижевности и историје које је због неповољног материјалног стања породице била приморана да напусти. Тако је 1897. године постављена за сталну учитељицу у основној школи на Врачару. Затим је 1900. радила као учитељица у основној школи на Палилули, а од 1902. до 1904. у Реснику. У међувремену се заразила туберкулозом, која ће је пратити до краја живота и због чега често изостаје с посла, што је вероватно и разлог сталних премештаја.
Године 1904. Даница се удаје за Момчила Татића, имућног правника, сина председника београдске општине, пореклом из Бечеја, са којим живи у Раковици. У браку са Момчилом родила је два сина и четири ћерке - Слободана, Милицу, Љубицу, Марицу, Анђелију и Предрага. До 1910. године ради као учитељица у Раковој бари, Великој Иванчи, Вранићу и ваљевском селу Миличиници, када се обраћа Министарству просвете са молбом за премештај у Ниш или Обреновац, позивајући се на здравствене разлоге. Захтев јој је одбијен и пензионисана је крајем исте године. Крајем 1913. породица се сели у Прокупље, где је Момчило Татић постављен за окружног начелника. Током Топличког устанка непрестано покушава да помогне српским породицама, што је доводи у више наврата у сукоб са бугарским властима, па чак и до затвора и осуде на смрт 1917. године. Залагањем бугарског песника Вазова, Даница Марковић је помилована, али остаје у Прокупљу до краја окупације, одакле јој бугарске власти не дозвољавају да оде. Исте године умире јој син Слободан.
Овај прокупачки период изнедриће неколико приповедака, више као слике живота у паланци. О том животу Даница говори кроз уста приповедача у приповеци Дозив нечастивог:
| „ | Рат ме је бацио у паланку и остадох тамо седам година. Чине ми се тих седам година као заточење. [...] Никакав однос не одговара уобичајеном изразу кулук, колико друштвене обавезе у паланци. | ” |

По свему судећи брак Момчила и Данице Татић није био срећан и завршио се разводом 1926. године. Вративши се после окупације у Београд, Момчило одлази са другом женом, изгубивши при томе и здравље и прилично велико имање. Убрзо је умро, оставивши Даницу са петоро деце, саму у Београду и у тешкој немаштини. Убрзо потом, у размаку од неколико година умиру јој две ћерке, Милица и Љубица. Исцрпљена болешћу и сиромаштвом, Даница Марковић умире 9. јула 1932. године на клиници доктора Антића у Београду.

### Тамновање у Прокупљу
Током Топличког устанака 1917. године, Даница Марковић показала је одважност, супротстављајући се суровости бугарских војника. Даница је тада показала изузетну храброст и пожртвованост покушавајући да у Нишу дође до високих представника бугарске власти и да се бори за „српску ствар”. Једном приликом била је и ухапшена и одведена у Нишку тврђаву и осуђена на смрт. Њена ситуација је била толико безнадежна да се за помоћ обратила бугарском књижевнику и песнику Ивану Вазову, човеку који је у том тренутку био на непријатељској страни. Међутим, њен интелект, образовање и безнађе у ком се нашла терали су је да се приклони и моли песника. У та писма стао је њен читав живот, њено песничко име, али и материнство, суочено са глађу и смрћу. Био је то крик мајке којој ће деца умрети од глади ако ње не буде било. Реагују и Црвени крст, и холандска краљица Вилхелмина и Иван Вазов, сви у покушају да је спасу. Топлички устанак ће имати одјека и у Данициним књижевним радовима.

## Књижевни рад
Даница Марковић је својом поезијом обележила прву деценију 20. века и била је, чак и од најстрожих критичара, прихваћена и хваљена чим се појавила. Унела је нову ноту међу женске стихове, писала је лично и исповедала се, али је то, осим на почетку, чинила под својим именом и презименом. Инспирацију за своје стихове црпла је из свог углавном не баш срећног живота. Најбитније карактеристике поезије Данице Марковић су песимизам, изузетна искреност и лична нота. Очигледан је утицај Војислава Илића, а због израженог песимизма неки критичари њено дело упоређују са поезијом Велимира Рајића који је био савременик поетесе.
Даница Марковић своју прву песму Последње жеље, коју је написала са 18 година, објављује 1900. године у часопису Звезда, под псеудонимом Звезданка. Две године касније у часопису Покрет Симе Пандуровића објављује две песме (Знаш у оне златне дане и Једина утеха) и своју прву приповетку (Крст). Наредне, 1903. године у Босанској вили објављене су њене песме Пролетња елегија и Завист. Касније, када се већ доказала као врсна књижевница, њене песме, али и приповетке објављује Политика. Тако 1929. године, по изласку њене друге збирке поезије, у Политици излазе две песме: Време и За маштом и једанаест приповедака: Без ичег свог, Болећив човек, Дипломатски подвиг Мате Хаџи-Матића, Епидемија, За славу Пољске, Заборављени пакет, Завладичење архимандрита Серафима, Кћери Префектове, Ратна епизода – година 1914, У царскоме Бечу и Хајдучка крв, као и мемоарска проза Утисци из буне у Топлици у пет наставака, штампаних на насловним странама. Ове утиске исписала је као непосредни учесник и сведок устанка, савременик и хроничар. Приповедачка проза Данице Марковић мало је позната. Своје приповетке она је, осим у Политици (1927—1932), објављивала и у часописима Покрет (1902), Мисао (1920; 1926), листовима Жена и свет (1930—1931).
Треба напоменути и то да у стиху гђе Марковић има нечега тешког, тврдог, а често и суве прозе.Има слика, редови су неравни, све вели да се хтела дати песма, али је тешко не осетити трому прозу и њеним стиховима.

### Објављене публикације
Своју прву збирку песама под насловом Тренуци Даница Марковић објављује 1904. године и штампа је о сопственом трошку. Ова збирка од 25 песама наилази на повољну оцену критике, пре свега Јована Скерлића који њене песме сматра смелим и искреним толико да је са њима Даница успеле да се издвоји из огромног броја песника који су објављивали тих година. Само годину дана касније у антологији српског и хрватског песништва Јосипа Миланковића Наша пјесма излази њена песма У сутон. Године 1910. за свој књижевни рад одликована је Орденом Светог Саве и већ следеће године Богдан Поповић уврстио ју је, као једину жену међу песницима, у своју чувену Антологија новије српске лирике, у којој је Даница Марковић заступљена са три песме: Gallium verum (Ивањско цвеће), На бунару и Априлска елегија. Друга збирка поезије Данице Марковић, Тренуци и расположења, излази 1928. године у издању Српске књижевне задруге, са 112 песама и предговором Велимира Живојиновића. Две године касније она о сопственом трошку штампа нову верзију ове збирке, у којој изоставља 26 песама из претходног издања, а додаје две нове.
До сада су књижевној јавности биле познате само две приповетке Данице Марковић: Дозив нечастивог и Психологија Анастасије Чудине. Пред крај живота она је покушала да своје приповетке припреми за штампу и објави, али у томе није успела. Седамдесет година после њене смрти Градска библиотека „Владислав Петковић Дис” из Чачка објавила је збирку њених приповедака Купачица и змија.

### Признања
- 14. јануара 1910. године за свој књижевни рад одликована је Орденом Светог Саве V реда.
- 1929. добила награду Српске краљевске академије за најбоље књижевно дело објављено у 1928.[4] години, што је чини првом женом међу књижевницима коју је Академија наградила.[2]

## Сећања
- Именом Данице Марковић назване су улице у Чачку[10] и у Београду, на општини Звездара.[11]
- Од 2003. године Градска библиотека "Владислав Петковић Дис" у Чачку, њеном родном граду, додељује награду „Даница Марковић” за издавачку делатност.[6]
- О животу и делу Данице Марковић године 2015. објављена је књига ауторке Бранке Радовановић Даница – Очи пуне звезда, руке пуне трња.[12]

## Занимљивости
После Даничине смрти, њена ћерка Марица је сазнала да је Јован Јанковић, песникињина прва љубав, тестаментом тражио да га сахране поред ње, уз објашњење: „Кад у животу нисмо могли, нека бар будемо заједно у гробу”. Њему је она у младости посветила једну од својих најлепших песама, О, где сте ведри фебруарски дани.